# Montevideo
Montevideo Uruguay fővárosa, fő kikötője és legnagyobb városa. Lakossága 1,33 millió (2010), a külvárosokkal együtt eléri az 1,8 milliót. Területe 530 négyzetkilométer, a legdélibb főváros Dél-Amerikában, és a harmadik legdélibb a világon, maga a város is az ország déli részén fekszik, a Río de la Plata (Az ezüst folyó) torkolatánál. Rövid ideig brit uralom alatt állt 1807-ben. A második világháborúban a város melletti vizeken volt a La Plata-i csata. A városban írta alá 19 amerikai állam a montevideói egyezményt 1933-ban. A város adott otthont az összes mérkőzésnek az 1930-as labdarúgó-világbajnokságon. Montevideo gazdag építészeti és kulturális örökséggel rendelkezik, a tangó és candombe táncok is itt alakultak ki.

## Nevének eredete
A városnév etimológiáját illetően kétféle feltételezés létezik. Az egyik szerint a földrészt felfedező spanyol vagy portugál hajós, amikor a megpillantotta a szárazföldet, azt kiáltotta, hogy Monte video!, ami latinul annyit tesz: ’Hegyet látok!’. A másik magyarázat szerint egy tengerészeti térkép feliratából maradt a városra. A térkép a helyet a Monte VI de O (=Oeste) felirattal jelölte, amely spanyolul azt jelenti, hogy ’VI. (hatodik) hegy Ny[ugat]-ról’. A város eredeti teljes neve San Felipe y Santiago de Montevideo.

## Földrajza
Montevideo az ország déli részén, a La Plata széles torkolatánál fekszik. 

### Éghajlata
Éghajlata nedves szubtrópusi, az éves átlaghőmérséklet 16,7 °C, nyáron (dec-febr.) időnként eléri a 40 °C-ot.
| Hónap                                                                         | Jan. | Feb. | Már. | Ápr. | Máj. | Jún. | Júl. | Aug. | Szep. | Okt. | Nov. | Dec. | Év   |
| ----------------------------------------------------------------------------- | ---- | ---- | ---- | ---- | ---- | ---- | ---- | ---- | ----- | ---- | ---- | ---- | ---- |
| Rekord max. hőmérséklet (°C)                                                  | 38,8 | 39,9 | 36,2 | 33,6 | 29,6 | 26,4 | 26,8 | 29,5 | 30,6  | 34,2 | 35,6 | 40,8 | 40,8 |
| Átlagos max. hőmérséklet (°C)                                                 | 28,4 | 27,5 | 25,5 | 22,0 | 18,6 | 15,1 | 15,0 | 16,2 | 18,0  | 20,5 | 23,7 | 26,5 | 21,4 |
| Átlaghőmérséklet (°C)                                                         | 23,0 | 22,5 | 20,6 | 17,2 | 14,0 | 11,1 | 10,9 | 11,7 | 13,4  | 16,0 | 18,6 | 21,3 | 16,7 |
| Átlagos min. hőmérséklet (°C)                                                 | 18,0 | 17,9 | 16,2 | 12,9 | 10,2 | 7,7  | 7,2  | 7,8  | 9,1   | 11,5 | 14,2 | 16,3 | 12,4 |
| Rekord min. hőmérséklet (°C)                                                  | 9,4  | 9,0  | 5,9  | 1,4  | 1,0  | −5,6 | −2,6 | −2,8 | −0,4  | 3,0  | 5,0  | 7,6  | −5,6 |
| Átl. csapadékmennyiség (mm)                                                   | 86   | 101  | 104  | 85   | 89   | 83   | 86   | 88   | 93    | 108  | 89   | 84   | 1096 |
| Havi napsütéses órák száma                                                    | 294  | 230  | 222  | 179  | 164  | 129  | 139  | 164  | 182   | 239  | 248  | 285  | 2475 |
| Forrás: Dirección Nacional de Meteorología, World Meteorological Organization |      |      |      |      |      |      |      |      |       |      |      |      |      |

## Népessége
| Lakosok száma | 58 000 | 164 028 | 309 331 | 1 202 890 | 1 176 049 | 1 251 511 | 1 303 182 | 1 269 552 | 1 319 108 |
|               | 1860   | 1884    | 1908    | 1963      | 1975      | 1985      | 1996      | 2004      | 2011      |

## Története
A környéken először a portugálok alapítottak kolóniát Colonia del Sacramento néven – Buenos Airesszel szemben –, annak ellenére, hogy a területet a tordesillasi szerződés alapján a spanyolok követelték maguknak. Montevieu erődjét Manuel de Freitas da Fonseca portugál marsall építtette 1723-ban. 1724-ben spanyol expedíció indult Buenos Airesből a város kormányzója, Bruno Mauricio de Zabala vezetésével, és január 22-én elűzték a portugálokat. Zabala alapította a várost 1726. december 24-én. Montevideo 1828-ban lett Uruguay fővárosa. A 19. század elejétől erős brit befolyás alá került, mivel kikötőjét a britek gyakran használták, hogy kibújjanak az argentin és a brazil kereskedelmi ellenőrzés alól. 1860 és 1911 között a britek kiterjedt vasúthálózatot építettek ki, hogy összekapcsolják a várost a vidéki területekkel. Juan Manuel de Rosas argentin diktátor 1838 és 1851 között többször is ostromolta.
A város lakossága 1860-ban még alig volt több harmincezernél. Ezt követően azonban a folyamatos bevándorlás következtében gyorsan emelkedett, 1884-ben már több mint százezer volt. Ebben az időszakban Montevideo az argentin fővárossal, Buenos Airesszel versengett kereskedelem terén. A 20. század elején sok európai bevándorló települt a városba – főként spanyolok és olaszok, de ezrek érkeztek Közép-Európából is. 1908-ban már a lakosság harminc százaléka bevándorló volt.
A II. világháború alatt az üldöző angol hadihajók elől menekülő Admiral Graf Spee német zsebcsatahajó a semleges Montevideo kikötőjében keresett menedéket, majd a La Plata-i tengeri csata (1939. december 13.) után újra ide futott be. Hogy elkerülje a teljes megsemmisítést, Hans Langsdorff kapitány december 17-én a hajó elsüllyesztése mellett döntött, majd két nappal később öngyilkosságot követett el.
A 20. század közepi katonai diktatúra és gazdasági pangás a mai napig érezteti hatását. Uruguay gazdasága az 1950-es évek közepén kezdett hanyatlani, a hatvanas években komoly zavarok voltak az ellátásban, elkezdődött a lakosság kivándorlása. A diktatúra fennállásáig (1985-ig) körülbelül száz ember halt meg vagy tűnt el a politikai erőszak következtében. 1980-ban a rezsim új alkotmány bevezetését indítványozta, a kérdést népszavazásra bocsátották. A szavazók többsége (58%) azonban az új alkotmány ellen voksolt, ami meggyengítette a hatalmat, és előkészítette a demokratikus átalakulást.
A 2002-es nagy uruguayi bankválság Montevideót is súlyosan érintette.

## Nevezetességei
- Salvo-palota
- Torre de las Telecomunicaciones
- Teatro Solís színház
- Palacio Legislativo
- Catedral Metropolitana székesegyház
- Cabildo de Montevideo
- Santos-palota

## Képek

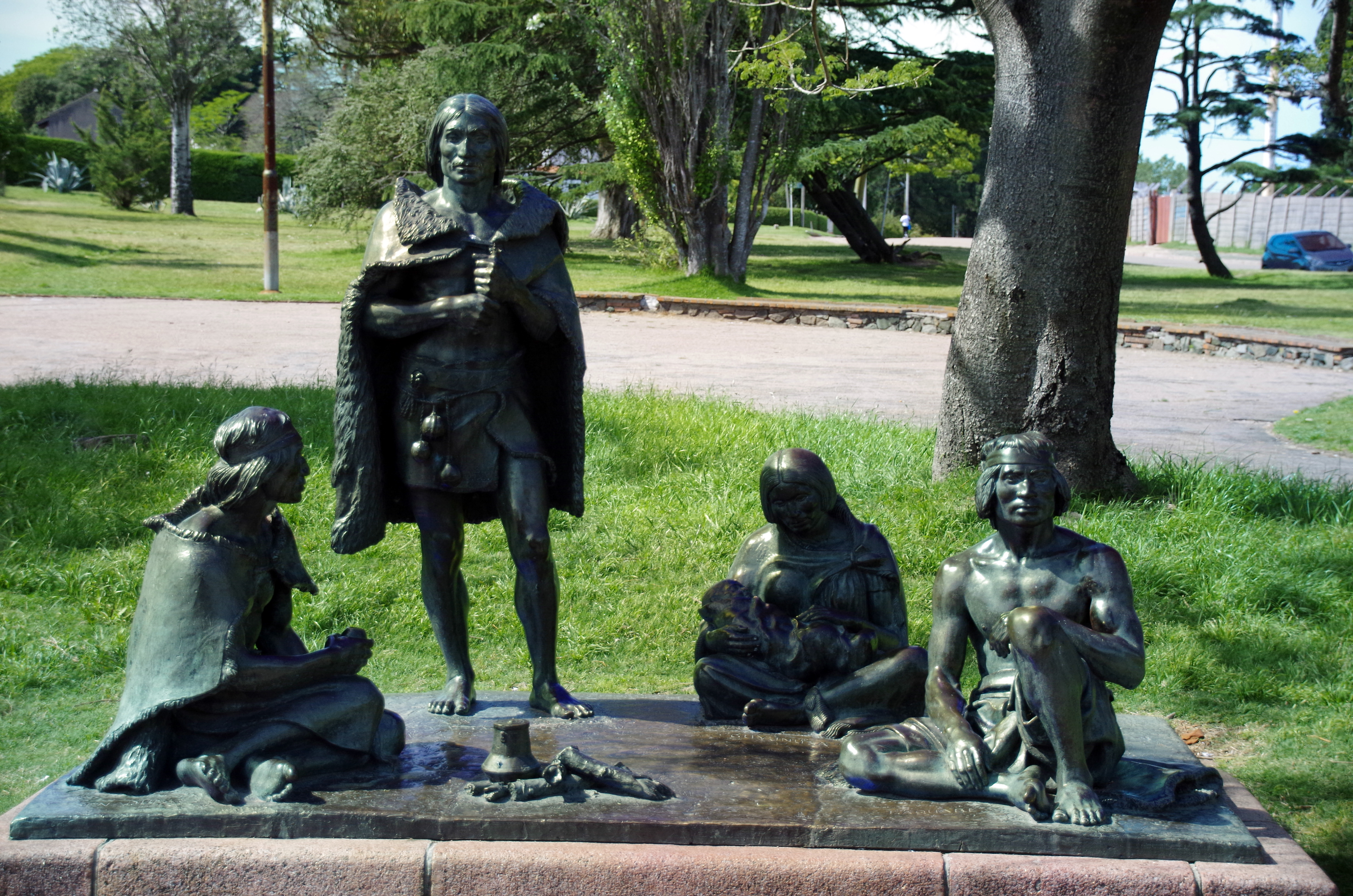
Az utolsó charrúa indiánok szoborcsoport (Los Últimos Charrúas)
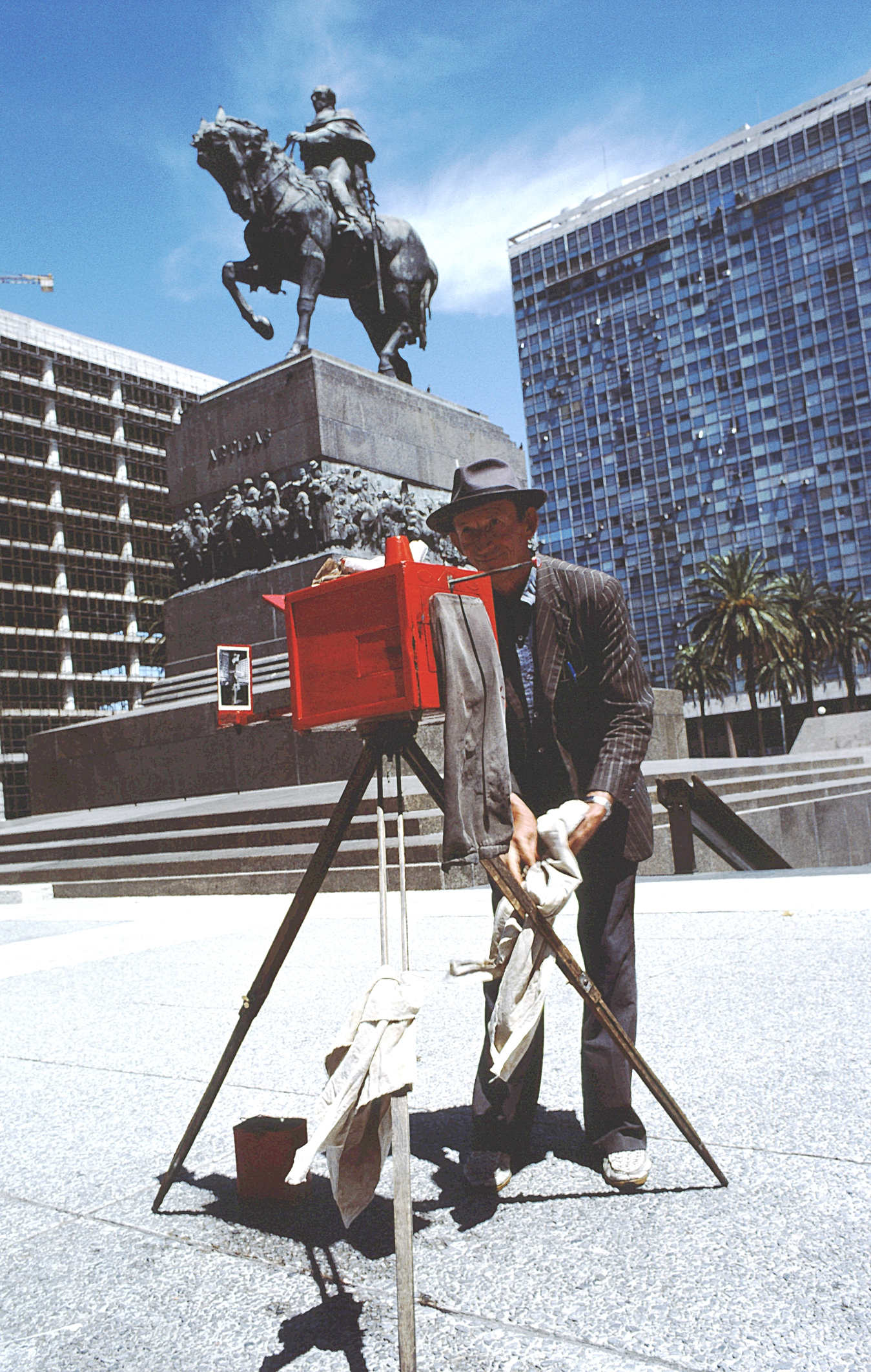
Fényképész a Plaza Indepencián
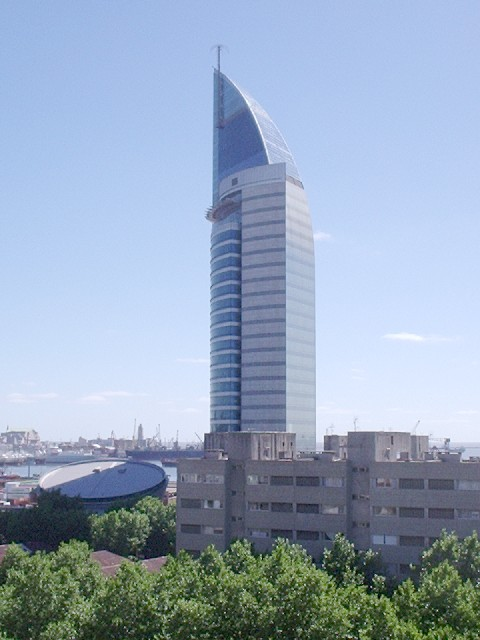
A Torre de las Telecomunicaciones felhőkarcoló
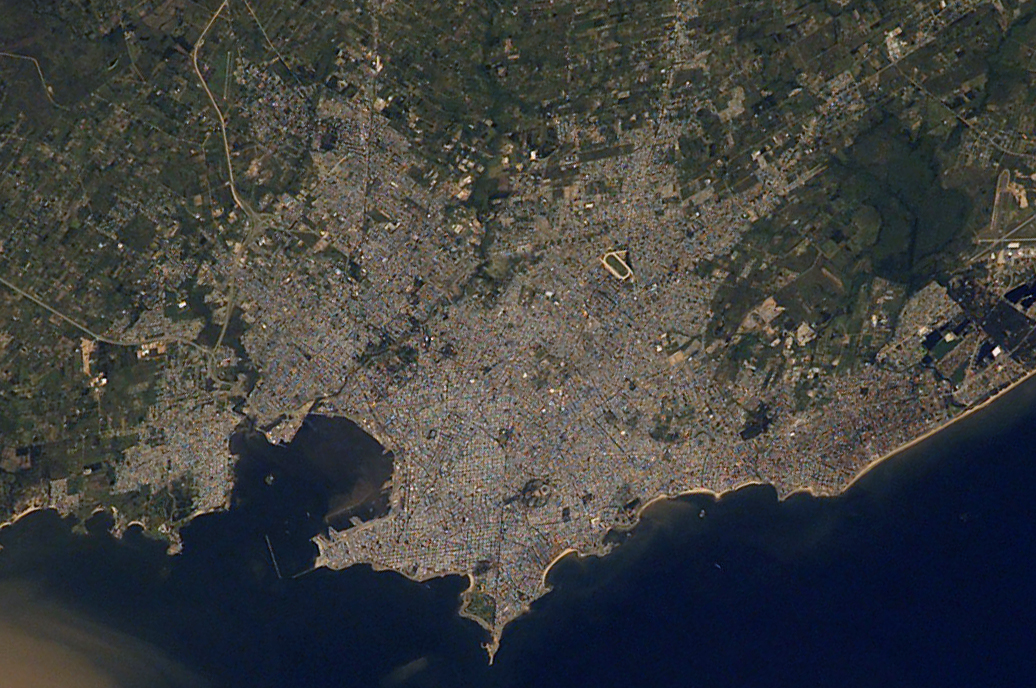
Montevideo látképe az űrből
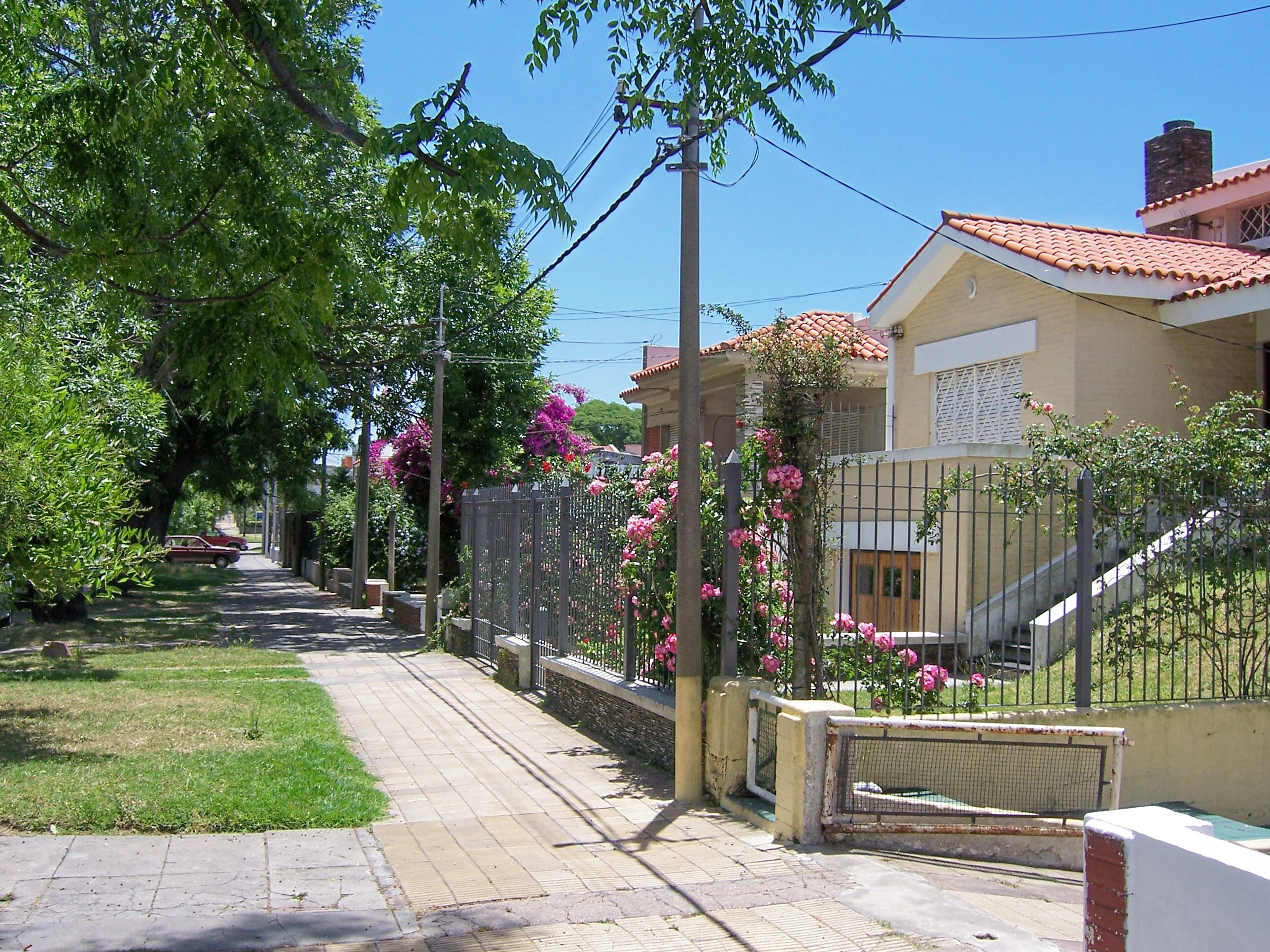
A Calle Colombes

## Híres emberek
Több neves 19. és 20. századi francia költő itt született:
- Lautrémont (1846–1870)
- Jules Laforgue (1860–1887)
- Jules Supervielle (1884–1960)
- Itt született Natalia Oreiro (1977–) színésznő, énekesnő, az 1998-ban bemutatott nagysikerű Vad angyal című argentin telenovella főszereplője.

## Testvértelepülések
- São Paulo, Brazília